# J22
De J22 is een zeilboot, ontworpen door Johnstone in 1983. Sinds het een internationale ISAF-klasse is, zijn er meer dan 1.600 boten gebouwd. Er zijn circa 65 vloten in 18 landen. Tijdens de wereldkampioenschappen in 2004 deden er 130 boten mee. De boot kent een breed publiek: van jong tot oud en van amateur tot profzeiler. De J22 heeft anno 2000 de grootste kielbootvloot van Nederland.

## Ontwerp
De Internationale J/22 is een populaire eenheidsklasse van kajuitboten met een vaste kiel. De boot heeft een niet overlappende fok, grootzeil en een relatief grote spinnaker waarmee in de ruime windse en voordewindse rakken geplaneerd kan worden. Het eenvoudige kajuitinterieur bestaat uit twee banken in de middensectie en een punt waar geslapen kan worden. Vanwege het wedstrijdkarakter is er geen luxe zoals een toilet of kombuis. Groot voordeel van de boot is dat deze eenvoudig te hijsen is met een hijsstrop in de kajuitingang. De boot kan vervoerd worden op een enkelassige trailer achter een middelgrote personenwagen.
De J22 is een zogenaamde onzinkbare boot door de drijftanks in de boot. Het oprichtend vermogen is 1700 pound-foot (2300 Nm) bij 90 graden helling.
Kenmerken:
- Lengte 22.5 ft (6.98 m)
- Lengte waterlijn 19.0 ft (5.8 m)
- Breedte 8.0 ft (2.45 m)
- Diepte 3.8 ft (1.18 m)
- Waterverplaatsing 1790 lb (812 kg)
- Lood in kiel (schip) 700 lb (318 kg)
- Zeiloppervlak aan de wind 223 ft² (22 m²)
- Spinnaker oppervlak 345 ft² (34 m²)

## Wedstrijden
Tijdens wedstrijden moet de boot voldoen aan de klasseregels. Een van de klasseregels zegt dat het maximale bemanningsgewicht 275 kg mag zijn. Dit leidt ertoe dat er boten zijn die met drie of vier bemanningsleden varen. De taakverdeling is doorgaans een stuurman, grootzeiltrimmer, fok en spinakertrimmer en tacticus. In het geval er met drie personen wordt gevaren is de stuurman tevens de grootzeiltrimmer. De doorgaans grote vloten (40+ boten) tijdens de klasse-evenementen leiden ertoe dat er in het veld weinig ruimte is om vrij te varen. Hierdoor is de klasse niet alleen een (wind)tactische klasse, maar dient er ook strategisch gevaren te worden.
In 2009 waren er actieve wedstrijdzeilers in Canada, Duitsland, Italië, Monaco, Frankrijk, Zuid-Afrika, de Verenigde Staten en natuurlijk Nederland.
Sinds 1995 zijn de wereldkampioenschappen elke 5 jaar in Nederland: 1995 Port Zélande, 2000 Medemblik, 2005 Medemblik, 2010 Scheveningen, 2015 Scheveningen.

## Matchracen

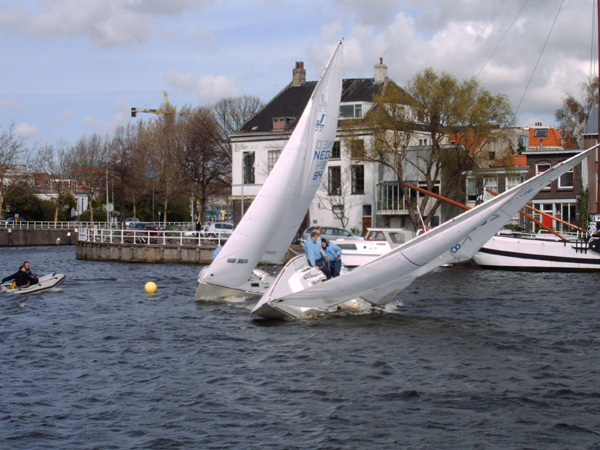
Twee J22's die een match race wedstrijd varen op de Kolk te Delft

Behalve voor fleetracen is de boot ook populair voor matchracen. De boot is meerdere malen gebruikt voor open Nederlandse kampioenschappen matchracen en ook voor het Rolex International Women's Keelboat Championship.

## Wereldkampioenen
- 2019 - Warnemünde, GER, Jean-Michel Lautier (NED)
- 2018 - Annapolis, USA, Zeke Horowitz (USA)
- 2017 - Scheveningen, NED, Nic Bol (NED)
- 2016 - Kingston, CAN, Mike Marshall (USA)
- 2015 - Travemünde, GER, Chris Doyle (USA)
- 2014 - Deneysville, RSA, David Rae, (RSA)
- 2013 - Newport, USA, Allen Terhune (USA)
- 2012 - Brittany, FRA, Jean Queveau (FRA)
- 2011 - New Orleans, USA, Rob Johnston (USA)
- 2010 - Scheveningen, NED, Nic Bol (NED)
- 2009 - Riva, ITA Gaston Loos (NED)
- 2008 - Rochester, USA Greg Fisher (USA)
- 2007 - RSA Mark Sadler (RSA)
- 2006 - Quiberon, FRA Jeroen den Boer
- 2005 - Medemblik, NED  Tjarco Timmermans
- 2004 - Annapolis, USA Alec Cutler (USA)
- 2003 - Trieste, ITA John den Engelsman
- 2002 - Corpus Christie, USA Terry Flynn (USA)
- 2001 - Port Elizabeth, SAF Ian Ainsley (SAF)
- 2000 - Medemblik, NED Serge Kats
- 1999 - Cleveland, USA Mark Foster (USA)
- 1998 - Genua, ITA Flavio Favini (ITA)
- 1997 - Cape town, SAF Ian Ainsley (SAF)
- 1996 - Texas, USA Paul Foerster (USA)
- 1995 - Port Zelande, NED Mark Neeleman
- 1994 - Annapolis, USA  Chris Larson (USA)
- 1993 - Durban, SAF Chris King (SAF)
- 1992 - Chris Larson (USA)
- 1991 - Steve Ulian (USA)
- 1990 - Jim Brady (USA)

## Nederlandse kampioenen
- 2011 - Medemblik, Eelco Blok, Bart Snel, Niels Blok
- 2010 - Medemblik, Nic Bol, Dennis Goethals, Marije Kampen, Janneke Hin
- 2009 - Muiden, John den Engelsman, Willem Jan van Dort, Bram van Hooijdonk
- 2008 - Workum, Jeroen den Boer, Sanne Botterweg, Martijn Punt, Florence van Mierlo
- 2007 - Roompot, John den Engelsman, Rutger Krijger, Bram van Hooijdonk
- 2006 - Medemblik, Jeroen den Boer, Sanne Botterweg, Martijn Punt, Truus Vissia
- 2005 - Muiden, Tjarco Timmermans, Ivan Peute, Jurjen Feitsma, Fanny van Leeuwen
- 2004 - Workum, Kim Christensen, Peter, Tom (DEN)
- 2003 - Hoorn, John de Engelsman, Sven Machielsen, Bram van Hooijdonk
- 2002 - Muiden, Peter Peet, Fred Moerman, Roy Schiet
- 2001 - Zierikzee, Annelies Thies, Marleen Gaillard, Claar van der Does, Petronella de Jong
- 2000 - Hoorn, John den Engelsman, Sven Machielsen, Richard van Rij
- 1999 - Stavoren,  Serge Kats, Jean Pierre Martens, Cees Scheurwater
- 1998 - Medemblik, Wik Becker, Ben van der Hoeven, Anne Landstra
- 1997 - Muiden, John den Engelsman, Sven Machielsen, Cees Scheurwater
- 1996 - Medemblik, Pieter Heerema, Simon Keijzer, Niels Unger
- 1995 - Muiden, Mark Neeleman, Martin Baars, Henri Broere
- 1994 - Hellevoetsluis, Alfred van Rijckevorsel, Sven Machielsen, Marion Borstrok
- 1993 - Scharendijke, Alfred van Rijckevorsel, Sven Machielsen, Marion Borstrok
- 1992 - Hellevoetsluis, Nic Bol, George Bol, Johan Bol, Chris van Raalten